# Spontan
Spontan – czwarty singel polskiego piosenkarza Michała Szczygła z jego debiutanckiego albumu studyjnego, zatytułowanego Tak jak chcę. Singel został wydany 28 sierpnia 2020.
Kompozycja znalazła się na 7. miejscu listy AirPlay – Top, najczęściej odtwarzanych utworów w polskich rozgłośniach radiowych. Nagranie otrzymało w Polsce status podwójnie platynowego singla, przekraczając liczbę 40 tysięcy sprzedanych kopii.

## Geneza utworu i historia wydania
Utwór napisali i skomponowali Dominic Buczkowski-Wojtaszek, Patryk Kumór, Michał Szczygieł i Arkadiusz Sitarz.
Singel ukazał się w formacie digital download 28 sierpnia 2020 w Polsce za pośrednictwem wytwórni płytowej Universal Music Polska. Piosenka została umieszczona na debiutanckim albumie studyjnym Szczygła – Tak jak chcę.
12 września 2020 piosenka została zaprezentowana na żywo w programie Dzień dobry TVN. 28 sierpnia 2021 wykonał singel podczas „Przeboju lata RMF FM i Polsatu”.
Utwór znalazł się na polskiej składance Hity na czasie: Wiosna 2021 (wydana 26 marca 2021).

## „Spontan” w stacjach radiowych
Nagranie było notowane na 7. miejscu w zestawieniu AirPlay – Top, najczęściej odtwarzanych utworów w polskich rozgłośniach radiowych.

## Teledysk
Do utworu powstał tzw. „lyric video” („teledysk tekstowy”). Za montaż odpowiedzialny był Filip Mokrogulski, a za zdjęcia Rafał Kuczowicz. Udostępniony został w dniu premiery singla za pośrednictwem serwisu YouTube. Wideo znalazło się na 2. miejscu na liście najczęściej odtwarzanych teledysków przez telewizyjne stacje muzyczne.
10 grudnia 2020 opublikowano wideo do akustycznej wersji singla, który został zmontowany przez Dawida Ziembę.

## Lista utworów
- Digital download[2]

1. „Spontan” – 3:22

- Digital download – Acoustic[11]

1. „Spontan” (Acoustic) – 3:43

## Notowania
| Kraj   | Lista (2020–21)   | Najwyższa pozycja |
| ------ | ----------------- | ----------------- |
| Polska | AirPlay – Top     | 7                 |
| Polska | AirPlay – Nowości | 1                 |
| Polska | AirPlay – TV      | 2                 |

| Kraj   | Lista (2021)  | Pozycja |
| ------ | ------------- | ------- |
| Polska | AirPlay – Top | 57      |

## Certyfikaty
| Kraj          | Certyfikat         | Sprzedaż |
| ------------- | ------------------ | -------- |
| Polska (ZPAV) | 2× platynowa płyta | 40 000+  |

## Wyróżnienia
| Rok  | Konkurs                  | Kategoria                   | Rezultat    |
| ---- | ------------------------ | --------------------------- | ----------- |
| 2020 | Przebój roku RMF FM 2020 | Przebój roku                | 70. miejsce |
| 2021 | Gorąca 100               | 100 największych hitów 2021 | 62. miejsce |